# Justicia malacophylla
Justicia malacophylla är en akantusväxtart som beskrevs av Emery Clarence Leonard. Justicia malacophylla ingår i släktet Justicia och familjen akantusväxter. Inga underarter finns listade i Catalogue of Life.